# Fondespatla
Fondespatla és una vila i municipi de la comarca del Matarranya a la província de Terol (Aragó). Situada a mig camí per la carretera que va de Vall-de-roures a Pena-roja i Mont-roig de Tastavins, segons l'eminent filòleg Joan Coromines i l'Institut d'Estudis Catalans, lo nom vindria de focem (de) spathula, lo congost del petit espadat. Lo poble és edificat en un estret de muntanyes, entre Sant Miquel i la Penya del Corb, malgrat que també pot fer referència a una font que brolla prop de la població.

## Edificis
L'església parroquial, dedicada a Sant Salvador, d'estil gòtic, malgrat que ha sofert reformes posteriors, presideix una plaça, situada a l'entrada de la vila, on hi ha també un important casalici d'estil renaixentista amb façanes a la plaça i al carrer Major, amb un gran ràfec i amb un escut d'armes i la inscripció <Joan Pastor, any 1546> al damunt de la porta. Al cor de l'església es conserva un magnífic orgue construït al voltant de 1704 per Francesc Turrull. La casa de la vila és un antic palau renaixentista amb elements gòtics que ha estat declarat monument historicoartístic. Dintre l'Ajuntament hi ha una talla de Sant Miquel, d'estil gòtic primitiu i de gran mèrit, i també una gran col·lecció de documents que conserva l'arxiu municipal de l'època medieval.

## Història
La història de Fondespatla, malgrat que amb alguns matisos, corre paral·lela a la de Vall-de-roures i el que es coneix com a Pena d'Asnarlagaia. Fou conquerida pels senyors de la casa de Torroja, que lluitaven sota la bandera del comte Ramon Berenguer IV i la del seu fill, lo rei Alfons lo Cast. Per esta raó, totes estes terres foren donades, lo 24 de juliol de 1175, al bisbe de Saragossa Pere de Torroja i al capítol de Sant Salvador d'aquella ciutat. Lo bisbe infeudà Vall-de-roures i les seves aldees al canonge Fortuny Robert. Poc temps després apareix Fondespatla. Este i la seua muller Ermessenda l'any 1262 en vengueren la jurisdicció a Llop Guillem d'Oteiza, senyor de Vall-de-roures.

## La Torre del Visco
Sortint de Fondespatla en direcció a Vall-de-roures, 6 km i a l'esquerra, s'hi troba un senyal que indica la Torre del Visco. Per un llarg camí sense asfaltar, tortuós per les corbes però a vegada delitós, després de 5.5 km. s'arriba a un gran mas. Lo mas tot fet de pedra, té una torre construïda el 1449 i s'aixeca al mig d'una finca de 80 hectàrees, envoltada de jardins romàntics i oliveres, a la vora de l'aigua del riu Tastavins, que hi fa una petita badina.